# Josip Lovretić
Josip Lovretić (Otok, 30. lipnja 1865. - Čardak, 1948. ), hrvatski svećenik i etnograf. 

## Životopis
Rodio se u Otoku 1865. godine. Pučku školu pohađao je u Otoku i Privlaci, a gimnaziju u Zagrebu i Vinkovcima. Završni ispit položio 1883. godine, zatim je studirao teologiju u Đakovu. Godine 1888. zaređen je za svećenika, službuje u Vrpolju i Đakovu, a od 1902. do 1920. u Gradištu. Lovretić je bio vrlo aktivan, kako u duhovnom, tako i u društvenom životu. U vrijeme njegovog djelovanja liturgija se obavljala na latinskom jeziku, što je predstavljalo poteškoće u razumijevanju jer narod nije bio dovoljno obrazovan. Lovretić ih je uključio u bogoslužje tako što su se prema određenim pravilima kroz crkvenu godinu vjernici oblačili u ruho određene boje.
Bio je zaokupljen slavonskim seljakom kojega je proučavao kroz običaje, nošnju, navike, kuću i pjesmu. Uz bavljenje etnografijom, bavio se i bilježenjem narodnih priča i crtica koje upotpunjuje isječcima iz narodne poezije i običaja. Još kao učenik vinkovačke gimnazije sakupljai je pjesme narodnog pjesništva, a 1896. izdaje knjigu s oko sedam tisuća narodnih dvostiha pod naslovom Pjesmice za igre u kolu. Kao pripovjedač (napisao oko 40 pripovijesti) opisivao je život i običaje na selu, ostavljajući vrijedne etnografske i etnološke podatke o šokačkom, slavonskom i graničarskom selu 18. i 19. stoljeća. Svoje radove pretežno objavljivao u Vijencu, Prosvjeti, Hrvatskom braniku i drugim časopisima.
Odlaskom u mirovinu doživotno se povlači u samostan Doloroza u Čardaku kod Modriče. 

## Djela
- Narodna nošnja u Privlaci i Otoku kod Vinkovaca (1886.)
- Kraljičari i kraljice (1869.)
- Svatovski običaji u Otoku (1897.)
- Milo za drago (1897.)
- Na raspuću (1897.)
- Čikini ulari( 1897.)
- Seoski čobanin (1897.)
- Orubljica (1897.)
- Filipovčica (1897.)
- Na Dunavu (1897.)